# 배운성
배운성(裵雲成, 1900년 7월 13일~1978년)은 조선민주주의인민공화국의 화가이다. 한성부 출신으로 한국 전쟁 이후에는 월북을 하여 조선민주주의인민공화국에서 활동했다.

## 생애
집안이 가난하여 부호인 백인기의 집에서 기숙하다가, 1923년 백인기의  아들 백명곤의 독일 유학에 동행했다. 배운성은 이를 기회로 삼아 유럽에서 고학으로 유화를 공부할 수 있었고, 한국인 최초로 유럽 지역에서 미술을 공부한 사람이 되었다.
1930년대에 독일, 오스트리아, 프랑스에서 활발히 작품을 발표하다가 1940년 경에 귀국했다. 배운성의 유화는 한국적인 색채가 강한 것으로 평가되어 유럽의 미술계에서 주목을 끌었다. 주요 활동 분야는 판화와 유화였다. 유명한 〈가족도〉(1935)를 비롯한 채색인물화와 한국의 전통 풍습을 소재로 한 풍속화, 가상 공간 속의 인물 및 풍경을 그린 그림들이 있다.
배운성이 귀국한 시점은 일제강점기 말기로, 미술계도 태평양 전쟁 지원을 위한 여러 활동을 벌이고 있었다. 그는 전시체제 지원을 위해 만들어진 조선미술가협회 서양화부에 가담하였고, 2008년 민족문제연구소가 선정한 친일인명사전 수록예정자 명단 미술 부문에 포함되었다.
광복 후 홍익대학교에 미술학부를 설치해 초대 학부장을 맡았으며, 좌익 계열에서 활동했다. 배운성의 부인은 여성 지식인 공산주의자였던 이정수였는데, 배운성의 정치적 성향에 영향을 미친 것으로 알려져 있다. 그러나 대한민국 수립 이후 북조선으로 가지 않은 좌익 출신 미술인들인 이쾌대, 정현웅, 정종여, 최재덕 등과 함께 보도연맹에 가입하여 전향, 1949년 열린 초대 대한민국미술대전에 추천작가 및 심사위원으로 참여했다. 이때 출품한 작품은 종교적 소재를 담은 〈성호(聖護)〉였다.
한국 전쟁 발발 후 조선인민군이 서울을 점령했을 때 서울미술제작소 판화부를 담당하였고, 후퇴하는 인민군과 함께 월북했다. 북조선에서는 평양미술대학 교수를 지냈으며, 〈원쑤를 반드시 갚으리라〉(1953) 등 이념성이 있는 판화, 유화, 수채화 작품을 발표했다. 김일성의 판화 초상화를 처음 제작한 것으로도 알려져 있다. 조선민주주의인민공화국의 공훈예술가 칭호를 받았다.
배운성은 대한민국에서 월북 화가라는 이유로 오랫동안 금기시 되어 1988년 월북 예술인 해금 조치 이후에야 언급되기 시작했으며, 사진 자료로만 일부 알려졌던 유럽 시절의 작품이 프랑스 유학생 전창곤에 의해 발굴되어 2001년 대거 소개되었다.

## 참고자료
- 프랑크 호프만 (1991년 4월). “첫 유럽 한국 화가 裵雲成: 베를린 생활 16년간의 발자치”. 月刊美術 87호 (43~48, 55~67쪽쪽).
- 정재숙 기자 (2002년 11월 4일). “파리 기죽인 조선의 미 60년 만에 '귀가'”. 한겨레신문. 2007년 10월 29일에 확인함.[깨진 링크(과거 내용 찾기)]
- “[미술] 월북화가 배운성 작품, 유럽서 돌아와”. 연합뉴스. 2001년 3월 3일. 2005년 5월 1일에 원본 문서에서 보존된 문서. 2008년 5월 31일에 확인함. |제목=에 지움 문자가 있음(위치 1) (도움말)
- Hoffmann, Frank (2015). 《Berlin Koreans and Pictured Koreans》 (PDF). Koreans and Central Europeans: Informal Contacts up to 1950, vol. 1. Vienna: Praesens. ISBN 978-3-7069-0873-3.